# Соната для фортепиано № 6 (Прокофьев)

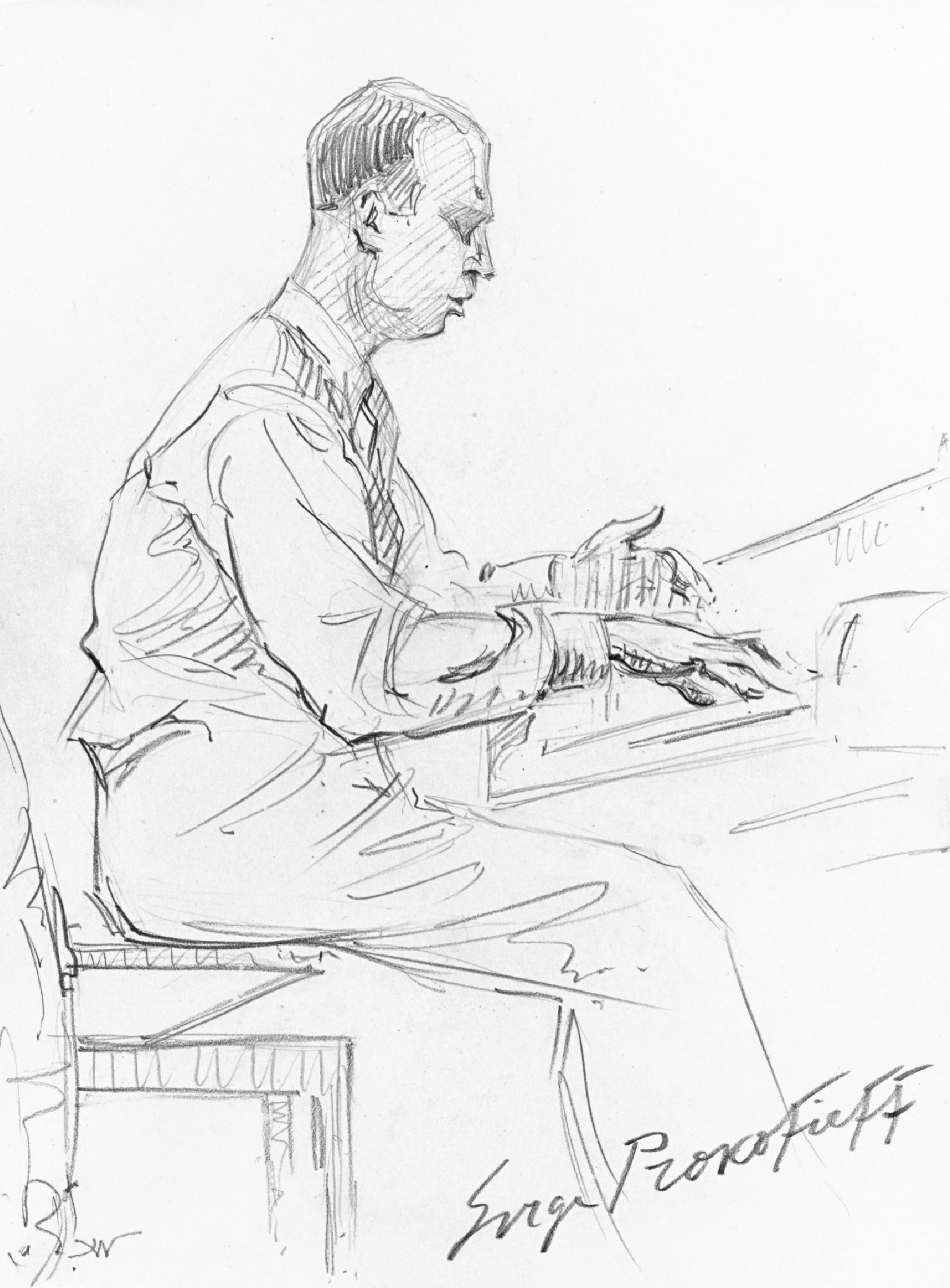
Hilda Wiener (1877—1940). «Sergei Prokofiev», 1936

Шестая соната для фортепиано, Ля Мажор, Ор.82 была закончена С. С. Прокофьевым в феврале 1940 года, а спустя два месяца, 8 апреля, впервые прозвучала по радио в авторском исполнении, мгновенно обратив на себя внимание широкого круга любителей музыки. Соната познакомила композитора со Святославом Рихтером, ставшим впоследствии несравненным исполнителем его фортепианной музыки. Рихтер сказал о ней: «С варварской смелостью композитор порывает с идеалами романтики и включает в свою музыку сокрушающий пульс XX века. Классически стройная в своём равновесии, несмотря на все острые углы, эта соната великолепна».

## Сонатная триада
«Сонатной триадой» принято называть цикл из трёх фортепианных сонат, — Шестой, Седьмой и Восьмой — написанный С. С. Прокофьевым в период с 1939 по 1944 годы. К сочинению всех одиннадцати частей трёх сонат композитор приступил одновременно. Шестая соната была закончена в феврале 1940 года, Седьмая — в мае 1942 года и Восьмая — летом 1944 года. В это лето Прокофьев работал ещё над несколькими крупными сочинениями — была закончена Пятая симфония (в клавире), и велась работа над музыкой к кинофильму «Иван Грозный» и оперой «Война и мир».
Сонаты явились прямым отражением переживаний автора, связанных со страшными потрясениями Второй мировой войны, и представляют собой опосредованную характеристику нарастающей атмосферы насилия и милитаризма середины ХХ века.
Три сонаты объединены одной идеей — идеей борьбы и преодоления. Никогда прежде Прокофьев не выражал её с такой силой, глубиной и размахом. Несмотря на то, что триада объединена общностью замысла, ни одна из сонат по смыслу не повторяет другую. Во всех трёх сонатах присутствуют образы бездушной жестокости и устрашающего напора; используются приёмы механического («автоматического») ostinato, динамического нагнетания в виде нагромождения жёстких акцентированных аккордов, полифункциональных и политональных гармонических конструкций.
Лирические темы сонат — противопоставленные ярким механистичным образам — собранные и аскетичные по характеру, выражают протест насилию над человеком и символизируют его этический идеал. Музыкальный язык этих тем характеризуется выразительными «речевыми» интонациями и оборотами, напоминающими живую человеческую речь.
Музыкальная форма сонат триады предельно динамизируется: главными драматургическими центрами здесь становятся разработки, в которых вместо прежней контрапунктической «игры», типичной для ранних сонат Прокофьева, происходит яростное столкновение тематического материала.

## Образ Шестой сонаты в триаде
Шестая соната — четырёхчастный сонатный цикл — одна из вершин драматического симфонизма Прокофьева. Эпико-драматическая по характеру, она отличается исключительным многообразием. В четырёх частях произведения, объединённых единым драматургическим развитием, колорит меняется от мрачного к светлому, от проникновенно-интимного к тревожному. Драматическими центрами сонаты, своеобразными мощными опорами драматургической арки цикла, являются крайние части — I. Сонатное allegro и IV. Финал. Эти части отличаются интенсивным развитием, динамической импульсивностью, размахом и грандиозностью описываемых событий. Средние части сонатного цикла, Скерцо и Вальс, с господствующим в них созерцательным началом, противопоставляются действенности крайних частей и выполняют функцию эмоциональной разрядки, подобно интермедиям в операх-балетах эпохи барокко.

## Первая часть —Allegro moderato
Первая часть сонаты (Allegro moderato) написана в форме сонатного allegro. Драматургическая концепция части опирается на принцип сквозного развития тематического материала, суть которого заключается в сближении изначально противоположных тем в результате их интенсивного — как мотивного, так и структурного — развития. Образы и характеры тем отличаются высокой организационной концентрацией и лаконичностью.

### Экспозиция

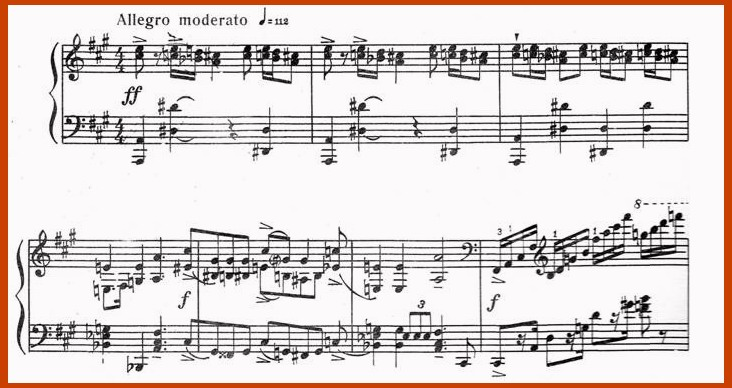
С. Прокофьев (1891—1953)
Соната № 6 — Часть I, Главная партия

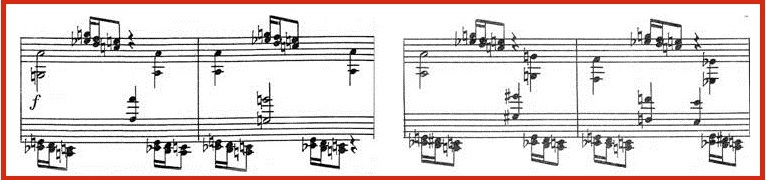
С. Прокофьев (1891—1953)
Соната № 6 — Часть I, вторая тема

Главная партия с самых первых звуков властно заявляет о себе, обрушиваясь мощным, взрывающим тишину, звуковым потоком. Простая конструкция темы резко контрастирует с её неожиданно «сложным» звучанием. Мажорное трезвучие, затем последовательно идущие три большие терции, вносящие тонкую игру мажора и минора, и тритоновый ход в басу (a-dis) образуют по вертикали подобие кластера, а также метроритмические сдвиги и упругий ритм — все приёмы вместе создают общий комплекс, являющийся «зерном», императивом всей сонаты. Этот лейтмотив повторяется в варьированном виде в Финале сонаты, а в трансформированном — в средних частях.
Очень интересен по своей структуре каденционный оборот главной темы (такты 4-6), интонационные «эмбрионы» которого также получат своё развитие в других частях цикла:
- альтерированная доминанта b-es-g-e своей расщеплённой тоникой напоминает о «тевтонских трубах» (из кантаты Прокофьева «Александр Невский»);
- мотив gis-fisis-gis (g-fis-g), рождённый «поиском» тональной устойчивости, является интонационным «ядром» многих тем и разделов сонаты — это подголосок второй темы II части (такты 22, 24), начало эпизода и заключение III части, Побочная партия IV части;
- императивная триоль, бетховенский «мотив судьбы», который появляется во всех трёх сонатах.

Вторая тема (связующая партия) первой части (такт 12) не противопоставлена главной партии, она утверждает и продолжает неукротимое наступательное движение, которое представлено нисходящими по хроматизмам октавами, в обрамлении вездесущих начальных терций. Образ этой темы — воплощение бездушного натиска.
В небольшом заключении второй темы (такт 24) появляются тяжеловесные аккорды, добавляющие образу оттенки непреклонности и непобедимости, а динамическое нарастание, дойдя до максимального напряжения, обрушивается мощным звуковым потоком.
Побочная партия (Poco piu mosso) возникает на фоне «замершего» баса, как бы из ничего (такт 40). Первые интонации темы, выраженные в мерном сдержанном движении пластичной мелодии, широком диапазоне звучания и чистой диатонике, сразу же разряжают напряжённую атмосферу, наполняя пространство воздухом и светом.

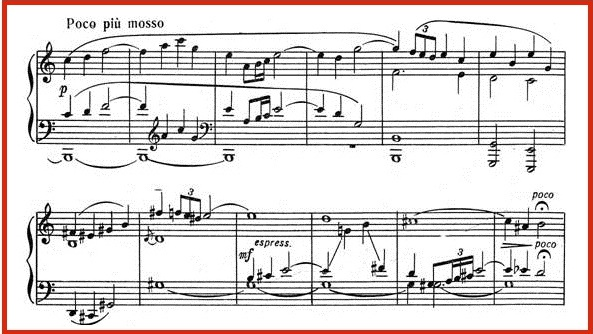
С. Прокофьев (1891—1953)
Соната № 6 — Часть I, Побочная партия

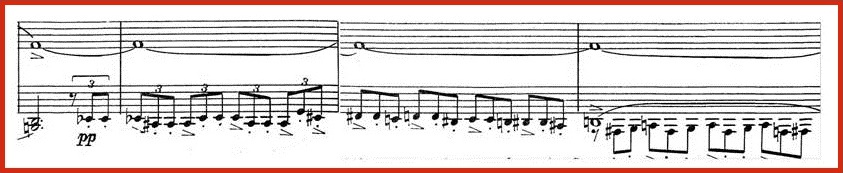
С. Прокофьев (1891—1953)
Соната № 6 — Часть I, заключение П. П.

Побочная партия написана с графической лаконичностью, в аскетическом двухголосии пустых, незаполненных, октав. В её основе лежит принцип тональной децентрализации, своеобразное средство создания тональной неустойчивости или, другими словами, это непрерывная модуляция, не выходящая за пределы диатоники. В данном случае это плагальные обороты, смягчающие речитацию. Также необходимо отметить выразительную роль ниспадающего мотива триолей f-e-dis-e, который полностью раскроется в кульминациях разработки и репризы первой части.
Если оркестрово-многозвучный образ главной партии является воплощением жестокой и грубой силы, то преимущественно двухголосный вопрошающий образ побочной партии — это нечто отрешённо-единичное и скорбное.
По мере развития темы, с каждым новым проведением, раскрываются её неожиданные качества. Так появляется новый, на первый взгляд, элемент, выросший из интонаций побочной партии (такт 60). Это, собственно, она и есть, но уже в ином облике. С этого момента начинается интенсивное динамическое развитие этого нового «оборотного» облика побочной партии. Преображённый, он вытесняет первоначальную суть темы, перевоплощаясь в жестокий и яростный образ, а его пронзительный характер вместе с резкими гармоническими сопоставлениями создают атмосферу смятения и хаоса.
Появляющийся в конце побочной партии материал на удержанном основном тоне «ля» — образ «скрытой угрозы» (такты 87-91). Изложенный в низком регистре, в «угрожающем» триольном пульсе с акцентами на каждой доле, в звучности pianissimo, он постепенно останавливается (на варианте «бетховенской триоли»), вводя в состояние оцепенения.

### Разработка

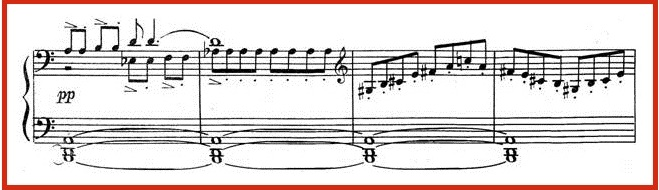
С. Прокофьев (1891—1953)
Соната № 6 — Часть I, Разработка

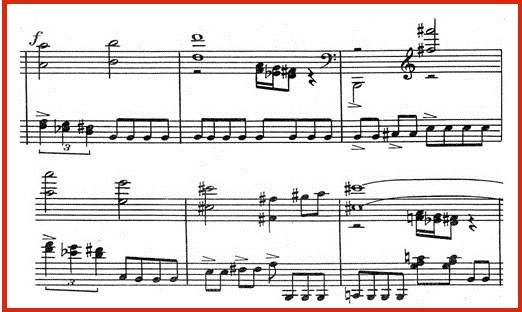
С. Прокофьев (1891—1953)
Соната № 6 — Часть I, Разработка — П. П.

Разработка (такт 92, Pio mosso del Tempo I) — это картина яростного столкновения, смертельной схватки, напоминающей о страшных видениях из кантаты «Александр Невский». В основу развития здесь положен принцип обнаружения контрастности в единстве: разработка начинается с преображённых интонаций побочной партии, которые выполняют здесь функцию драматического нерва.
Каноническое проведение темы на расстоянии тритона, сухое staccato, изломанные и гармонически неустойчивые арпеджии, резкие «выстрелы» в крайне высоком регистре мажорной терции as-c создают неустойчивый, зыбкий фон разработочной части. Здесь много острых гармонических звучаний и политональных эпизодов. Неожиданные фактурные приёмы в сочетании со смелой игрой регистров создают неожиданные контрастные колористические эффекты. Всё это способствует крайнему обострению драматического конфликта и нервной напряжённости, всё время сдерживаемые волевым организующим усилием.
Борьба тематических элементов побочной и главной партий начинается с императивных выкриков, возникающих на фоне назойливой, акцентированной пульсации (такт 116).
На динамическом подъёме вступает побочная партия. Она появляется в своём изначальном виде, однако теперь это не тема «в себе», а грозная декламация(такт 129). Тема проводится в увеличении, в сопровождении метущихся терцовых интонаций (такт 130), и в «режиме» упругой непрерывной пульсации. Непрекращающееся нагнетание приводит к колоссальной кульминации — стремительные взмывающие пассажи, «страшные» гармонии, выдалбливающая, вытаптывающая пульсация создают устрашающий и неуправляемый механистичный образ (такты 140—143). На пике динамической волны происходит яростное столкновение двух главных элементов главной и побочной партий (такты 155, 156).

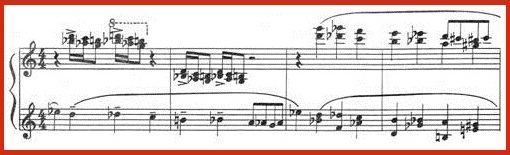
С. Прокофьев (1891—1953)
Соната № 6 — Часть I, Разработка — синтетическая тема

Вторая волна динамического развития (такт 157) подчиняет решительному наступательному порыву сразу две основные противоборствующие темы, создавая, таким образом, атмосферу колоссального противостояния императивов. Ожесточённая схватка двух главных элементов приводит их к слиянию в единое целое — драматургической вершине части (такты 192, 193), — появляется новая тема, своеобразный тематический сплав.

### Реприза
Реприза (такт 218, Allegro moderato, come prima) первой части представлена в предельно компактном, сжатом виде. Её функция заключается в утверждении мощного «варварского» начала (такты 229, 238). Параметр вариантности побочной партии сведён здесь к минимуму (такт 242). Только в самом конце (такт 253) появляются пронзительные интонации триоли f-e-dis-e, как выражение мучительного крика боли и отчаяния (такты 47, 49, 254 и т. д.). Заканчивается первая часть оглушительным утверждением императива главной партии (такты 270—272).

## Вторая часть —Allegretto

### Экспозиция
Вторая часть сонаты (Allegretto) — ироничное спокойное Скерцо, написанное в сонатной форме с эпизодом вместо разработки. Здесь представлен совершенно иной мир — мир таинственный и фантастичный, наполненный причудливыми образами и характерами. Подобно веренице карнавальных масок, темы следуют одна за другой, появляясь в «неожиданных» местах, следуя принципу внезапности.
|                                                                            |  |
| С. Прокофьев (1891-1953) Соната №6 - Часть II, Г.П. - Первая и Вторая тема |  |

Главная партия — это фантастическое шествие, полное озорства и юмора. Она состоит из двух контрастных выразительных тем. Постоянные интонационные повороты Первой темы создают атмосферу «слуховых обманов» и придают особенный колорит её звучанию — мелодический голос стаккатных (от итал. staccato) аккордовых последовательностей движется в «неизвестном», словно на ощупь, направлении, открывая новые звуковые перспективы.
Вторая тема (такт 20) своими ужимками и выразительными плаксивыми секундовыми интонациями являет образ хрупкий и ускользающий. Она невольно ассоциируется с темой lamentovole из прокофьевского «Сарказма» ор.17, № 5

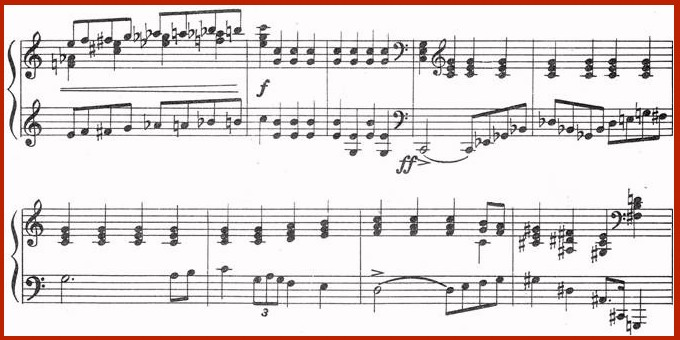
С. Прокофьев (1891—1953)
Соната № 6 — Часть II, П. П.

Побочная партия (такт 29) своим необузданным взрывным темпераментом вносит яркий контраст в таинственный мир неуловимых и хрупких образов главной партии. Для достижения большей контрастности Прокофьев использует излюбленный приём тональных смен, в котором яркость хроматических гармоний подчёркивается внезапным появлением диатоники, и наоборот — диатоника сменяется хроматизмами. «Ворчливые» интонации, звучащие на фоне диатонических трезвучий и следующие за устрашающим «рёвом» баса, создают яркий гротескный образ, а пятиступенная целотоновая гамма, появляющаяся в последнем такте, придаёт теме выразительный юмористический эффект — это словно оживший Калибан, персонаж из трагикомедии Уильяма Шекспира «Буря».
Далее начинается игра тональных, регистровых и тембровых сопоставлений — темы словно передразнивают друг друга, сверкая множеством граней своих причудливых образов.
Заключительная партия (такт 63) представляет собой некий синтетический сплав из интонаций и мотивов предшествующих ей тем. Она возникает из секундовой интонации побочной партии, которая создаёт ощущение тревоги и окрашивает в мрачноватые тона картину безудержного веселья. А её нисходящая хроматическая гамма — не что иное, как тень, призрак первой части (такт 74) — добавляет к тревожному состоянию жутковатый оттенок, «ядовитые» интонации которого будут сопровождать разворачивающийся следом эпизод на всём протяжении.

### Эпизод

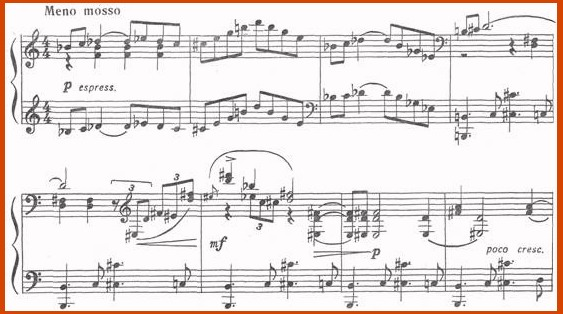
С. Прокофьев (1891—1953)
Соната № 6 — Часть II, Эпизод

Настроение и характер Эпизода (такт 93, Meno mosso) своим сумеречным колоритом сильно контрастирует с образами крайних разделов.
Щемящие, беспокойные интонации темы эпизода переносят действие в область глубоких человеческих переживаний. Её тональные и регистрово-тембровые сдвиги, контрапунктические перестановки голосов и гармонические наслоения отдалённо напоминают об изначальном образе побочной партии первой части.

### Реприза
Реприза второй части (такт 131, Tempo I), так же как и в первой, проводится в предельно сжатом, лаконичном виде. Так же как и в первой части, реприза воспринимается как утверждение образов экспозиции, только здесь происходит утверждение волшебного, таинственного и беззаботного начала. Звучание побочной партии здесь минимально: она растворяется в атмосфере фантастического шествия главной (такты 141, 142).
Вторая тема главной партии появляется в репризе в абсолютно точном повторении, но звучит октавой выше — благодаря этому незатейливому приёму тема преображается и приобретает чрезвычайную лёгкость и хрупкость.

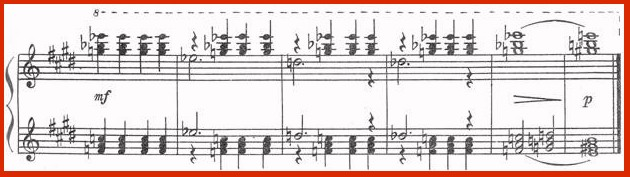
С. Прокофьев (1891—1953)
Соната № 6 — Часть II, Реприза — Кода

Заключительное восхождение, сопровождаемое нисходящим хроматическим ходом es-d-des, заслуживает особого внимания, поскольку завершается оно «необычным», на первый взгляд, кадансом — появлением тоники (такты 159, 160).
Это типичный прокофьевский каденционный оборот. В данном случае он символически отражает сюжетное развитие части, основанное на принципе внезапности, а также характерные ладовые гармонические и тональные особенности:
- сопоставление Es-E символизирует основной гармонический принцип части — бемоль-бекар — контраст крайних частей с эпизодом;
- сопоставление F-G и затем E — свидетельствует о преимущественно мажорном колорите части.

## Третья часть —Tempo di Valse lentissimo
Третья часть (Tempo di Valse lentissimo) цикла, исходя из темпового обозначения, написана в жанре условно трактованного Вальса. Танцевальный элемент представлен здесь в очень опосредованной форме, напоминающей, скорее, о балетных Adagio П. И. Чайковского (например, № 8 (а) и № 28 (б) из балета «Спящая красавица») и самого Прокофьева. Музыка третьей части покоряет необычайной теплотой, искренностью и выразительностью, представляя собой вальс как выражение пленительной мечты или ностальгического воспоминания, сильно контрастирующего с крайними частями сонаты. Часть написана в простой трёхчастной форме — А-В-А.
Несмотря на то, что две темы «вальсовых» разделов участвуют в создании одного настроения, одной атмосферы, характеры их заметно отличаются. Также не лишним будет отметить появление уже знакомого по первой части чередования из трёх терций, звучащих в самом первом такте начальной темы умиротворённо, благородно и сосредоточенно.
|                                                                              |  |
| С. Прокофьев (1891-1953) Соната №6 - Часть III, Две темы первого раздела - А |  |

Образ и настроение Первой темы — это своего рода гимн красоте и гармонии, раскрывающий богатый внутренний мир человека. Мерное, сдержанное движение, неторопливо чередующиеся замкнутые построения, пластичные мелодические линии и предельно альтерированные гармонии создают яркий и глубокий образ внутреннего состояния. А широкий диапазон мелодических линий, полифоническая индивидуальность голосов, изысканные гармонические наслоения и тональные сопоставления, отклонения в далёкие по родству тональности преследуют своей целью отнюдь не только создание выразительных колористических эффектов, но раскрывают богатство и глубину этого образа.
Вторая тема первого раздела более эмоциональна и вдохновенна, она раскрывает другую грань одного и того же образа — область чувственного восприятия, тонкой и ранимой человеческой души. Показательно строение гармонической ткани этой темы — сложная модуляция из ре-бемоль минора, через до минор, в ре мажор!

### Эпизод
В Эпизоде (такт 42, Poco piu animato) своё развитие получает новая тема, более повествовательная по характеру, состоящая из двух чётко отделённых друг от друга периодов, совершенно разных по своему содержанию. Это образное различие позволяет разделить структуру эпизода на два выразительных раздела.
Тема Первого раздела эпизода начинается после трёх тактов Вступления, построенного на полифоническом переплетении звуков d-es в верхнем регистре и на звуках as-g непрерывного ostinato в басу. Это маленькое вступление задаёт движению всей части новый импульс, выводя из состояния умиротворения и мира грёз.
Жанровые признаки вальса здесь выражены в большей степени. Трёхдольный размер ¾, мягкое покачивание аккомпанемента и плавная мелодическая линия придают теме оттенок мягкой танцевальности. «Речевые» интонации, пронизывающие всю музыкальную ткань, находятся в постоянном диалоге между собой, а выразительное полифоническое имитационное развитие интонаций, погружает в задумчивое и сосредоточенное состояние.
Раздел завершается небольшим заключением, точным повторением вступления (такты 42-44): постепенно истаивает звучность и останавливается движение.
Во Втором разделе эпизода (такт 71, a tempo) тема приобретает совершенно другой характер — порывистый и беспокойный. Образ получает чрезвычайное динамическое развитие. Вспышки шестнадцатых превращаются в единый кружащийся поток, создавая ощущение смятения и тревоги (такт 76).
Звучащая на этом фоне тема становится резкой, угловатой, колючей и даже ударной. Стремительное фактурное и тематическое развитие приводит к кульминации, к динамической и драматической вершине — экстатически-вдохновенному вступлению первой темы (такт 88, Tempo I) — взволнованному откровению темы «вальса».

С. Прокофьев (1891-1953) Шестая соната, Ор.82
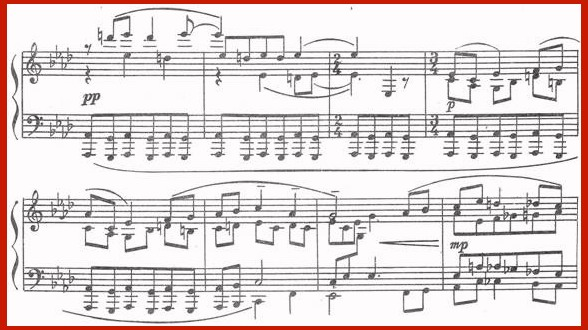
С. Прокофьев (1891-1953) Соната №6 - Часть III, Эпизод - 1 р.
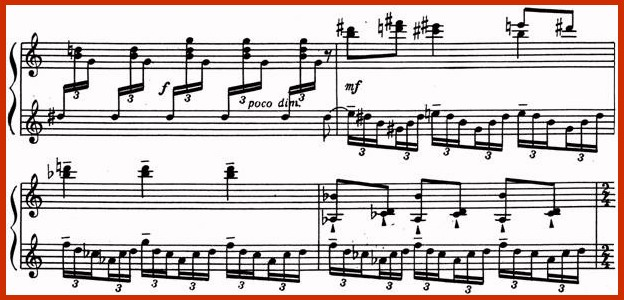
С. Прокофьев (1891-1953) Соната №6 - Часть III, Эпизод - 2 р.
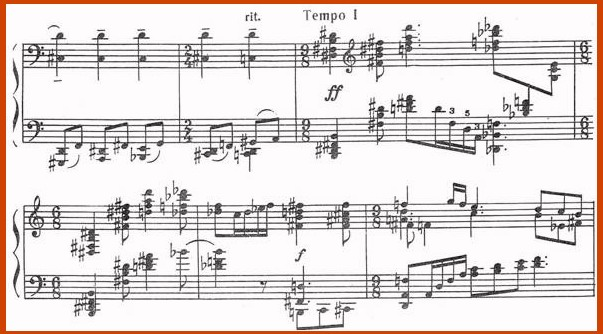
С. Прокофьев (1891-1953) Соната №6 - Часть III, Эпизод - Tempo I
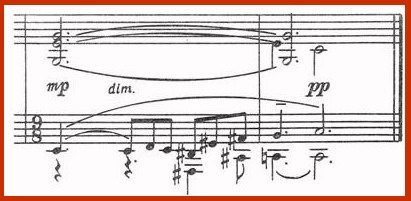
С. Прокофьев (1891-1953) Соната №6 - Часть III, Реприза - Эпилог

### Реприза
Реприза части (такт 97, a tempo) представлена в сжатом виде, она возвращает атмосферу экспозиционного раздела. Состояние безмятежности лишь дважды прерывается эмоциональными всплесками (такты 101, 109).
В заключении (такт 113) происходит окончательное успокоение. Мягкие убаюкивающие интонации, мерно покачивающееся движение приводят к полному угасанию звучности, а последние два такта части воспринимаются как многозначительный эпилог, своеобразное благословение Творца.

## Четвёртая часть —Vivace
Финал сонаты (Vivace) — воплощение невероятной по своей мощи стихии, организованной железной волей. Непрерывность контрастного драматического развития подчинена прочной и продуманной конструкции. Основной характер части — волевой, энергичный — вообще типичен для прокофьевских финалов и, за некоторыми исключением (например, Финал Пятой сонаты, Ор.38/135), выдержан почти во всех его сонатно-симфонических циклах. Ясность и прозрачность изложения, использованные технические приёмы (альбертиевы басы, традиционные формы ломаных арпеджио и т. д.) напоминают о неоклассических характеристиках, обогащённых, правда, новыми элементами, такими как: техника тональных и ладогармонических сдвигов, приёмы динамических нагнетаний и образно-эмоциональных сопоставлений, предельная внутренняя концентрация и глубокая содержательность. Форма финала — рондо-соната с эпизодом вместо разработки и развёрнутой кодой.

### Экспозиция
Главная партия — рефрен — главная движущая сила финала, стремительное движение которого подчинено властной ритмической пульсации. Он выполняет мощную драматургическую и формообразующую функцию — после каждого появления рефрена, темы приобретают бо́льшую динамичность и напряжённость, по сравнению с первым проведением. Основные качества образа главной партии — состояние повышенной тревожности и огромного внутреннего напряжения, готовое в любой момент прорваться с невероятной силой.
Возникающий вслед за рефреном Эпизод вносит яркий контраст своим просветлённым лирическим характером и содержанием (такт 29). Происходит ладогармонический поворот — из мрачного тревожного ля минора в жизнерадостный до мажор. Беззаботный, весёлый и даже задиристый нрав характеризуют образ эпизода. Своей эмоциональной характеристикой он напоминает о второй части сонаты, а также ассоциируется с начальными темами — из сюиты «Зимний костёр» и темой Пети из «Пети и волка».
Эпизод написан в простой трёхчастной форме (A-B-A), в средней части которого появляется новый музыкальный материал (такт 45). Его ходульные, размашистые интонации в первом предложении, и стремительные пассажи главной партии во втором (такт 53), привносят в общий позитивный настрой оттенок настороженности. Этот образ получит дальнейшее развитие в Связующей Партии (такт 100), которая, несмотря на лаконичность, впечатляет своей экспрессией и динамизмом — широкие децимные интонации на фоне жёстких альбертиевых басов создают необузданный и неукротимый характер.

С. Прокофьев (1891-1953) Шестая соната, Ор.82
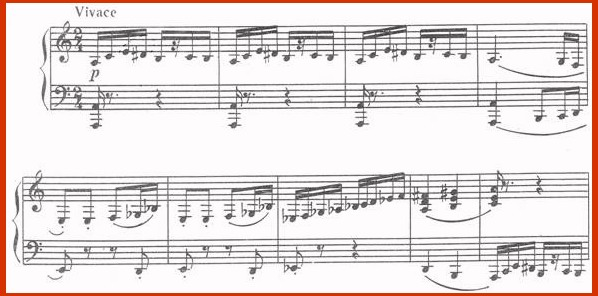
С. Прокофьев (1891-1953) Соната №6 - Часть IV, Г.П. - рефрен
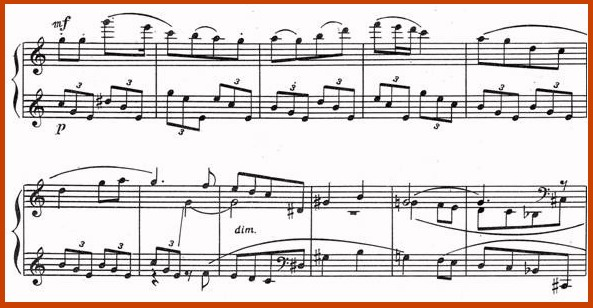
С. Прокофьев (1891-1953) Соната №6 - Часть IV, Тема Эпизода
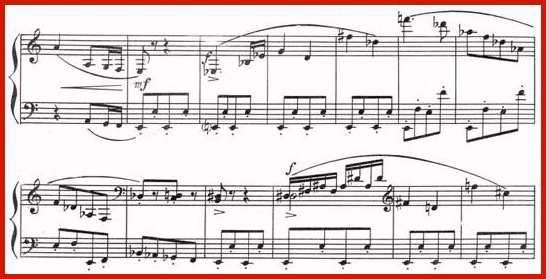
С. Прокофьев (1891-1953) Соната №6 - Часть IV, Связующая Партия
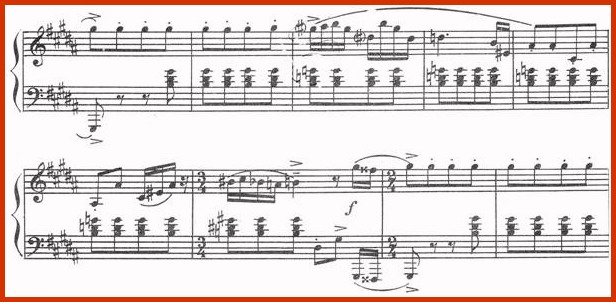
С. Прокофьев (1891-1953) Соната №6 - Часть IV, П.П.

Побочная партия (такт 127) — это эмоциональный взрыв, динамическая и драматическая кульминация экспозиции. Выбранные Прокофьевым выразительные средства создают грандиозный, неуправляемый и зловещий образ, который потрясает своей разрушительной энергетикой — это тональность соль-диез минор (вводная к тонике VII# ступень), охватывающий всю клавиатуру огромный диапазон, гармонические наслоения, обрушивающиеся гаммаобразные пассажи и жёсткая властная пульсация. Этот образ — своеобразная аллюзия бетховенского Рондо-каприччио («Ярость по поводу потерянного гроша»), Ор. 129.

### Эпизод

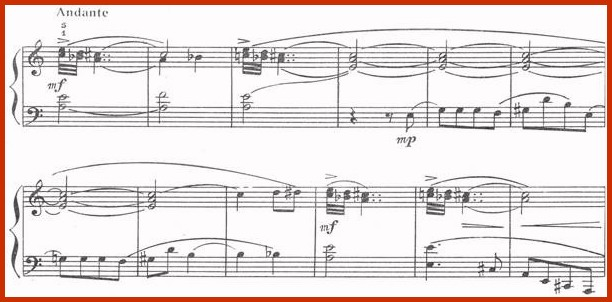
С. Прокофьев (1891—1953)
Соната № 6 — Часть IV, Эпизод (вместо Разработки)

За побочной партией следует Эпизод Andante (такт 185), выполняющий важную драматургическую функцию не только в финале, но и во всей сонате. Здесь возрождаются образы первой части, которые своим появлением словно бы воздвигают опоры монументальной смысловой арки, позволяющей воспринять все части цикла как единое, монолитное целое — абсолютно точно повторяется синтетическая тема, сплав элементов основных противоборствующих образов, из разработки (I часть, такт 192) и начальных терций главной партии.
Художественное сравнение эпизода с одиноким островом, населённым призраками давно умерших воинов, помогает глубже раскрыть его содержание (невольно вспоминается полотно Арнольда Бёклина «Остров мёртвых»). Мрачный колорит, сдержанное движение, многократно повторяющийся и постепенно сползающий в самую глубину мелодический рисунок (такт 204), пронзительные в этой тишине выкрики терций (такты 210, 223), зловещие интонации новой темы (такты 189, 215) — всё участвует в создании атмосферы тёмного, мистического шествия.

### Реприза
Реприза (такт 229, Vivace) возвращает образы экспозиции, но в варьированном, усложнённом и предельно концентрированном виде. Весь тематический материал приобретает крайне обострённые свойства (темы, образно говоря, наступают друг другу на пятки), приводящие в итоге к колоссальному драматическому напряжению. Так, в «судорожные» тональные блуждания рефрена (такты 237—248) вторгаются первые интонации побочной партии (такты 256, 273), становясь всё более настойчивыми; затем, в проведение побочной неожиданно врывается связующая тема, внося ощущение ещё большего смятения и хаоса в атмосферу нервного возбуждения.
Принципы внезапности и контрастного сопоставления материала обнаруживают себя в неожиданном, на первый взгляд, появлении Эпизода (такт 341, piu tranquillo) в светлом лиричном ля мажоре. Тема эпизода появляется в удивительно преображённом облике — от прежней беззаботности и весёлости не осталось и следа, но появились удивительная лиричность, нежность и выразительность, тема словно погрузилась в грёзы, в прекрасный сон. Сопровождающие хроматические интонации, изложенные восходящими и нисходящими нонами, нежно убаюкивают, обволакивают покачивающим движением. Тональный сдвиг в фа мажор вносит элемент удивления и как бы подготавливает «почву» для появления коды.

### Кода

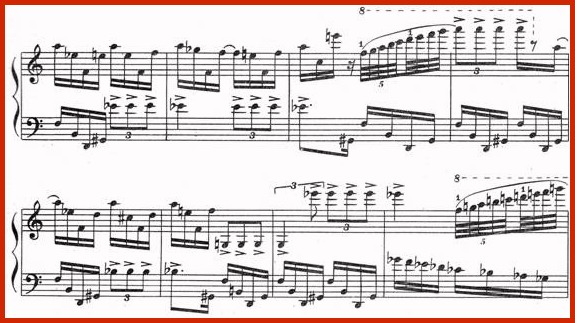
С. Прокофьев (1891—1953)
Соната № 6 — Часть IV, Кода — Мотив судьбы

Коду (poco a poco riprendendo il tempo primo) по своему драматическому развитию можно сравнить с разработкой первой части, но здесь динамическое нарастание принимает гиперболизированные формы выражения. Фортепианная тембрировка коды характеризуется металлическим блеском, её исполнительское выражение — интонациями диктата, а сверхзадача содержания — прямотой и резкостью решений, их невиданной экспрессивностью. Тема рефрена постепенно утопает в набирающих мощь механистических интонациях главной партии первой части (такт 370). Они окончательно сметают образы отдохновения, радости, проникновенной светлой лирики и живых человеческих чувств.

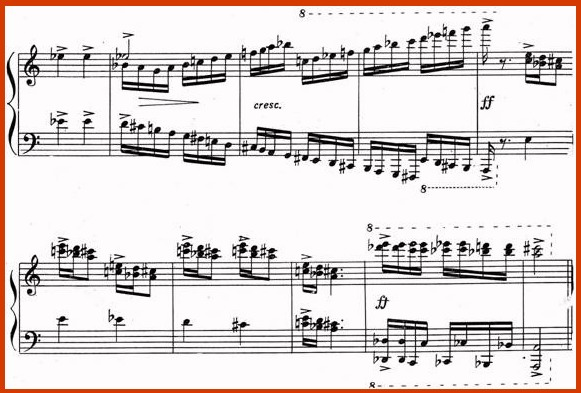
С. Прокофьев (1891—1953)
Соната № 6 — Часть IV, Кода — Тема-призыв

Последнее, кульминационное нагнетание устремлено к мощному взрыву неистовых сил, грандиозному противостоянию императивов — рокового «мотива судьбы» и жизнеутверждающей темы-призыва.
Поднимаясь, динамическая волна докатывается до самой вершины — яростно клокочущая звуковая масса, подхлёстываемая возникающими поочерёдно во всех регистрах медными, сигнальными триолями (такты 401, 405) и стремительными свистящими пассажами — и выливается в апофеоз, утверждающий господство позитивного мировосприятия и созидательного начала (такты 425—430).
Финал сонаты — уникальный по своей драматургии пример в сонатной литературе. Он не приносит «успокоения», «поражения» или «лавры победителя», но он пронизан устремлённостью, решимостью и жаждой преодоления.

## Шестая соната в исполнении Святослава Рихтера
- Музыкальный пример — С. Рихтер. С. С. Прокофьев, Соната № 6 Оp.82 — I часть
- Музыкальный пример — С. Рихтер. С. С. Прокофьев, Соната № 6 Оp.82 — II часть
- Музыкальный пример — С. Рихтер. С. С. Прокофьев, Соната № 6 Оp.82 — III часть
- Музыкальный пример — С. Рихтер. С. С. Прокофьев, Соната № 6 Оp.82 — IV часть

## Комментарии
1. ↑  Триада — единство, образуемое тремя раздельными членами и частями.
2. ↑  В первоначальном замысле Восьмая соната состояла из четырёх частей, однако впоследствии их количество уменьшилось до известных трёх.
3. ↑  Трансформация (от позднелат.  transformatio — превращение) — сценический приём (в театре, цирке или на эстраде), основанный на умении артиста быстро изменять внешность при помощи грима, парика, костюма в средних частях цикла.
4. ↑  Здесь нелишне будет вспомнить сцену «Ледового побоища» (с «тевтонскими трубами») из кантаты «Александр Невский», Allegro moderato и Andante.
5. ↑  Переменный диатонический лад или «диатоническая атональность»
6. ↑  Плагальный оборот — это сопоставление тоники и субдоминанты. Отличительные черты этого оборота — мягкость звучания и отсутствие яркой остроты тональных тяготений.
7. ↑  Кульминация (от лат. culmen, род.п. culminis — вершина) — точка наивысшего напряжения, подъёма, развития чего либо.
8. ↑  Декламация (от лат. declamatio — упражнение в красноречии; лат. declamare — громко говорить) — искусство выразительного чтения стихов или прозы (например, ритмизация текста, подчёркивание интонацией ключевых слов). В эпоху классицизма в западноевропейском и русском театре владение искусством декламации составляло основу актёрского мастерства; была канонизирована условная, торжественная, напевная манера сценической речи. С изменением принципов актёрской игры слово «декламация» приобрело уничижительный оттенок (под ним часто подразумевается чтение стихов с ложным пафосом, «завыванием»). Разновидности эстрадной декламации — мелодекламация и так называемая коллективная декламация (ритмизированное произнесение текста хором, с выделением отдельных голосов).
9. ↑  Например, заключительные кадансы «Мимолётностей» Ор.22, № 12, № 17; Четвёртой сонаты, Ор.29 (I, III части) и мн.др.
10. ↑  Вспомним, например, «Дуэт принца и Золушки» (№ 36) и «Медленный вальс» (№ 49) из балета «Золушка»; «Прощание перед разлукой» (№ 39) из балета «Ромео и Джульетта»; а также, Adagio из Пятой симфонии Ор.100.
11. ↑  Экспре́ссия (от лат. expressio) — яркое проявление чувств, настроений, мыслей. В широком смысле (на примере изобразительного искусства) — повышенная выразительность произведения искусства, достигаемая всей совокупностью художественных средств и зависящая от манеры исполнения и характера работы художника; в узком — проявление темперамента художника в его творческом почерке, в фактуре мазка, в рисунке, в цветовом и композиционном решениях произведения живописи, скульптуры.